# What's Your Name (canción de Boston)
«What's Your Name» —en español: «Cual es tu nombre»— es una canción interpretada por la banda estadounidense de rock Boston.  Fue compuesta por Tom Scholz. Se numeró originalmente en el álbum Walk On, publicado en 1994 por MCA Records.

## Publicación y recepción
Este tema fue lanzado al mercado como el segundo sencillo comercial y cuarto en general de Walk On en 1994 por MCA Records y fue producido por Tom Scholz.  En la cara B del vinilo se incluyó la melodía «Walk On» —traducido del inglés: «Sigue caminando»—, escrita por Scholz, Brad Delp y David Sikes.
El sencillo no consiguió éxito en cuanto a ventas, sin mencionar que quedó fuera de las listas de popularidad de Billboard.

## Diferentes formatos
La publicación de este sencillo se realizó en tres formatos distintos: casete, disco de vinilo y disco compacto. Los tres se distinguen entre sí por el contenido que enlistan cada uno. Los primeros dos formatos contienen el tema «Walk On» —aunque varía la duración de la misma dependiendo de la versión—, en tanto el CD numera la canción principal en edición del álbum y del sencillo.

## Lista de canciones
| Versión de disco de vinilo Lado A |                    |              |          |  |
| N.º                               | Título             | Escritor(es) | Duración |  |
| 1.                                | «What's Your Name» | Tom Scholz   | 3:31     |  |

| Lado B |                        |                                  |          |  |
| N.º    | Título                 | Escritor(es)                     | Duración |  |
| 2.     | «Walk On (Short Walk)» | Scholz / Brad Delp / David Sikes | 3:49     |  |
| 7:20   |                        |                                  |          |  |

| Versión de casete Lado A |                    |              |          |  |
| N.º                      | Título             | Escritor(es) | Duración |  |
| 1.                       | «What's Your Name» | Tom Scholz   | 4:28     |  |

| Lado B |                       |                       |          |  |
| N.º    | Título                | Escritor(es)          | Duración |  |
| 2.     | «Walk On (Long Walk)» | Scholz / Delp / Sikes | 7:54     |  |
| 12:22  |                       |                       |          |  |

| Versión de disco compacto |                                          |              |          |  |
| N.º                       | Título                                   | Escritor(es) | Duración |  |
| 1.                        | «What's Your Name» (edición de sencillo) | Tom Scholz   | 3:31     |  |
| 2.                        | «What's Your Name» (edición de álbum)    | Tom Scholz   | 4:28     |  |
| 7:59                      |                                          |              |          |  |

## Créditos
- Fran Cosmo — voz
- Tom Scholz — guitarra, bajo, batería, órgano, teclados y efectos de sonido
- Gary Pihl — guitarra
- Bob Cedro — guitarra y efectos de sonido
- David Sikes — bajo y coros
- Doug Huffman — batería